# 邱永辉
邱永辉（1961年4月—），四川人，是一位中国历史学者、宗教学者，主攻印度的历史与文化。1978年起先后就读于四川大学、中国社会科学院研究生院。1984年进入四川大学南亚研究所，2000年成为研究员，次年9月调入中国科学院世界宗教研究所。写有《现代印度的种姓制度》、《印度世俗文化研究》、《印度宗教多元文化》等专著。